# Уряд Сент-Кіттс і Невісу
Уряд Сент-Кіттс і Невісу — вищий орган виконавчої влади Сент-Кіттс і Невісу.

## Голова уряду
- Прем'єр-міністр — Тімоті Гарріс (англ. Timothy Harris).
- Віце-прем'єр-міністр — Шон Річардс (англ. Shawn Richards).

## Кабінет міністрів
Склад чинного уряду подано станом на 6 жовтня 2015 року.
| Логотип | Міністерство | Міністр                                                   | Фото | Час на посаді | Час на посаді | Партія | Партія | Вебсайт |
| ------- | --- | --------------------------------------------------------- | ---- | ------------- | ------------- | ------ | ------ | ------- |
|         | Старший міністр | Венс Арморі (Vance Armory)                                |      |               |               |        |        |         |
|         | Міністерство житлово-комунальної інфраструктури, пошти, міського розвитку і транспорту | Іан Лібурд (Ian Liburd)                                   |      |               |               |        |        |         |
|         | Міністерство закордонних справ і авіації | Марк Ентоні Грехем Брантлі (Mark Anthony Graham Brantley) |      |               |               |        |        |         |
|         | Міністерство освіти, молоді та спорту | Шон Річардс (Shawn Richards)                              |      |               |               |        |        |         |
|         | Міністерство сільського господарства і соціального захисту (Міністерство сільського господарства, охорони здоров'я, соціальної служби, поселень, розвитку громад, земель, кооперативів і гендеру) | Євген Гамільтон (Eugene Hamilton)                         |      |               |               |        |        |         |
|         | Міністерство туризму, міжнародної торгівлі, промисловості та комерції | Ліндсей Грант (Lindsay Grant)                             |      |               |               |        |        |         |
|         | Міністерство у справах Невісу, праці, соціального забезпечення та церковних питань | Венс Арморі (Vance Armory)                                |      |               |               |        |        |         |
|         | Міністерство фінансів, стійкого розвитку та національної безпеки (Міністерство фінансів, стійкого розвитку, національної безпеки, розвитку людських ресурсів і конституційного розвитку)          | Тімоті Гарріс (Timothy Harris)                            |      |               |               |        |        |         |
|         | Державний міністр у справах охорони здоров'я, розвитку громад, справ гендеру і соціальних служб                                                                                                   | Венді Фіппс (Wendy Phipps)                                |      |               |               |        |        |         |